# Imbarcazione a pilotaggio remoto

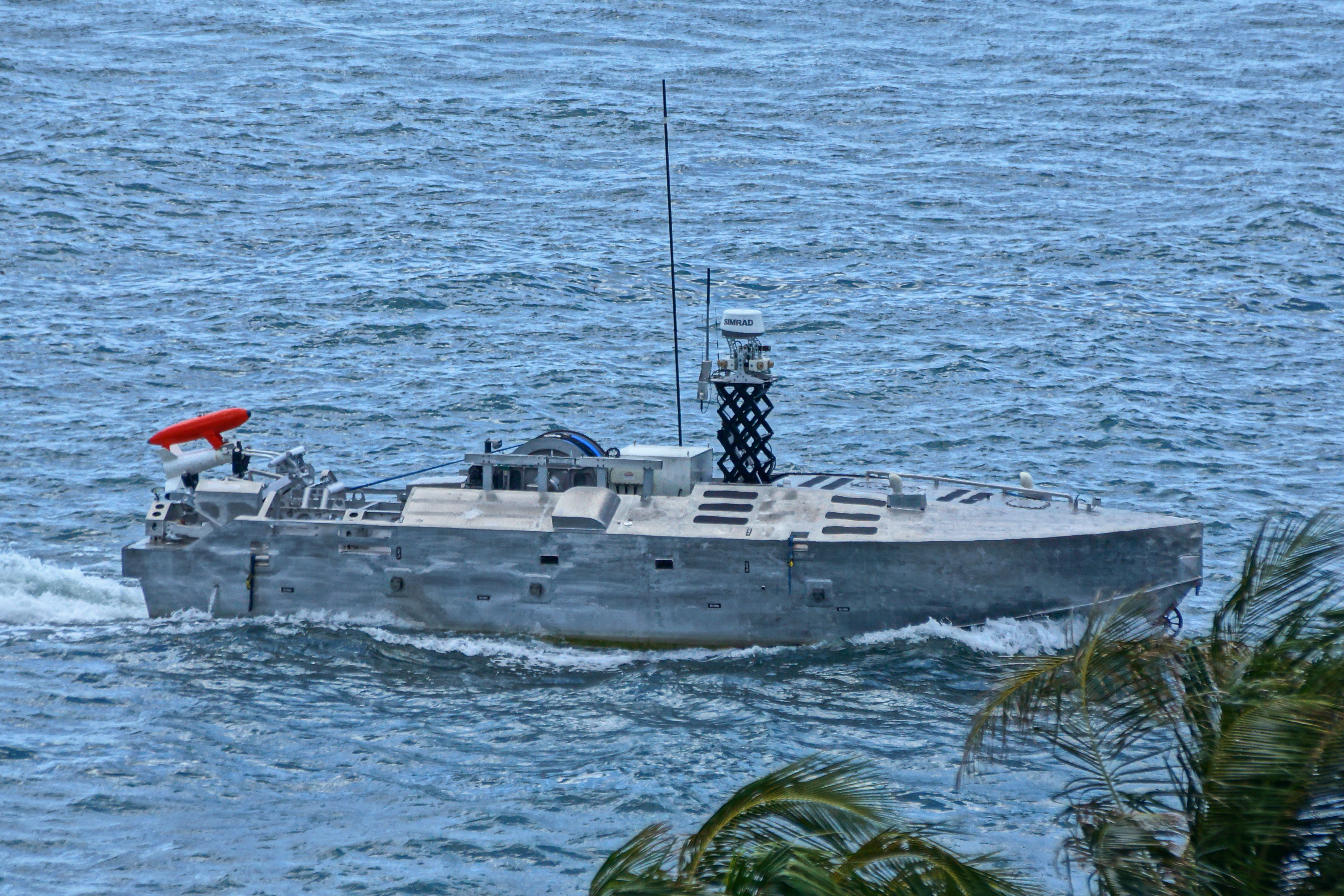
Un drone navale della United States Navy durante un'esercitazione nel 2018

Una imbarcazione a pilotaggio remoto, indicata anche con l'estressione in lingua inglese di unmanned surface vehicle o unmanned surface vessel (in sigla USV) e colloquialmente come drone navale o drone marittimo, è una imbarcazione di superficie capace di navigare in acqua senza la necessità a bordo di un equipaggio umano che la manovri. Le imbarcazioni a pilotaggio remoto possono essere manovrate a distanza da un pilota umano collocato altrove, tramite dispositivi di comando da remoto basati su comunicazioni radio o satellitari, oppure essere dotate di sistemi di guida completamente automatici, controllati da un computer o dall'intelligenza artificiale; in questo secondo caso si parla più propriamente di imbarcazione a guida autonoma o autonomous surface vehicle (ASV).
Le imbarcazioni a pilotaggio remoto sono imbarcazioni che procedono sopra la superficie dell'acqua; un mezzo progettato per operare in immersione sotto la superficie dell'acqua è invece indicato come veicolo sottomarino senza equipaggio o unmanned underwater vehicle (UUV).

## Storia

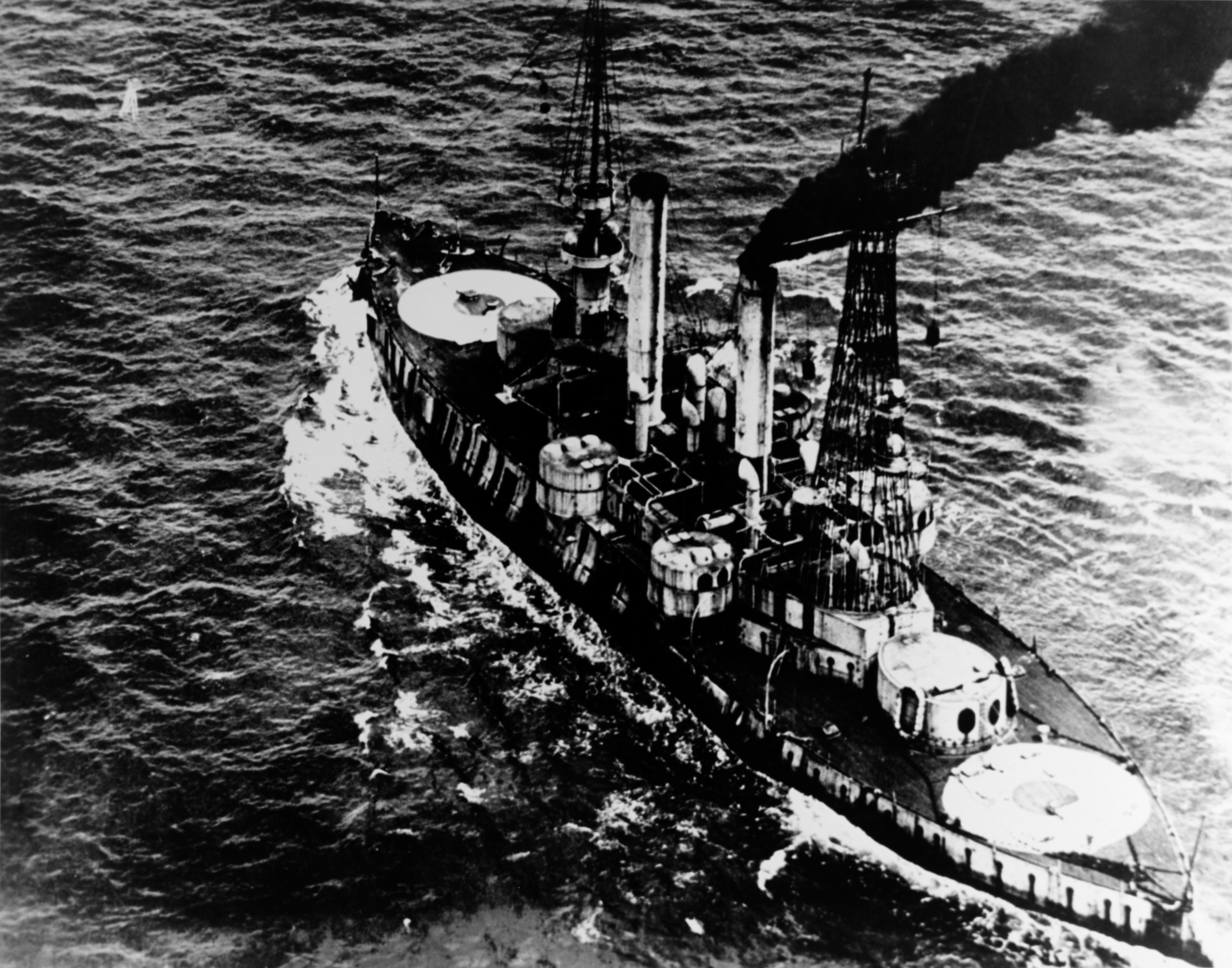
Veduta aerea della USS Iowa nel 1921, dopo la conversione in nave bersaglio radiocomandata

I primi esempi di imbarcazioni a pilotaggio remoto vennero sviluppati in ambito militare già all'inizio del XX secolo. Nel 1915, in piena prima guerra mondiale, la Kaiserliche Marine tedesca mise in servizio il Fernlenkboot o FL, ideato attorno al 1906 e realizzato in una quindicina di esemplari: piccolo motoscafo da 13 metri di lunghezza, il FL era pilotato da una stazione di comando collocata a terra tramite impulsi elettrici trasmessi lungo un cavo di rame isolato, che si svolgeva da una bobina cilindrica posta a poppa dell'unità; il mezzo era armato con una testata esplosiva da 700 chilogrammi, progettata per esplodere all'impatto con lo scafo delle navi nemiche. Impiegato dai tedeschi con scopi di difesa costiera lungo il litorale del Belgio occupato, il FL ottenne il suo unico successo il 28 ottobre 1917 quando uno di questi mezzi riuscì a impattare al largo di Ostenda con il monitore britannico HMS Erebus, causandogli tuttavia solo danni leggeri. Nello stesso periodo, la Royal Navy britannica iniziò delle sperimentazioni con il comando a distanza di imbarcazioni tramite segnali radio; negli anni 1920 varie marine militari in giro per il mondo svilupparono quindi delle navi bersaglio, prive di equipaggio a bordo e radiocomandate a distanza da altre imbarcazioni, da impiegare nelle esercitazioni di tiro della flotta: in questo ruolo furono generalmente impiegate vecchie navi da battaglia o incrociatori radiati dal servizio di prima linea e riequipaggiati con comandi di guida radio a distanza, come le britanniche HMS Agamemnon e HMS Centurion, la statunitense USS Iowa, le tedesche Zähringen e Hessen e l'italiano San Marco.
Lo sviluppo di droni navali proseguì nel periodo successivo alla seconda guerra mondiale, in particolare da parte della United States Navy. Gli statunitensi impiegarono piccole imbarcazioni a controllo remoto per raccogliere campioni di acqua dopo i test nucleari dell'operazione Crossroads del 1946, mentre nei tardi anni 1960 la U.S. Navy mise in servizio il Minesweeping Drone (MSD), un piccolo motoscafo comandato via radio con scafo lungo sette metri e realizzato in vetroresina, impiegato per missioni di contrasto alle mine navali; il mezzo venne schierato operativamente durante la guerra del Vietnam. Un mezzo cacciamine sperimentale a controllo remoto venne sviluppato negli anni 1990 dalla U.S. Navy e impiegato in una serie di test sul campo nel Golfo Persico nel 1997; vari prototipi di mezzi navali comandati a distanza, sia di superficie che subacquei, furono poi schierati dalle forze statunitensi durante la guerra in Iraq nei primi anni 2000, impiegati sia in missioni di contrasto alle mine che di raccolta informazioni e sorveglianza.

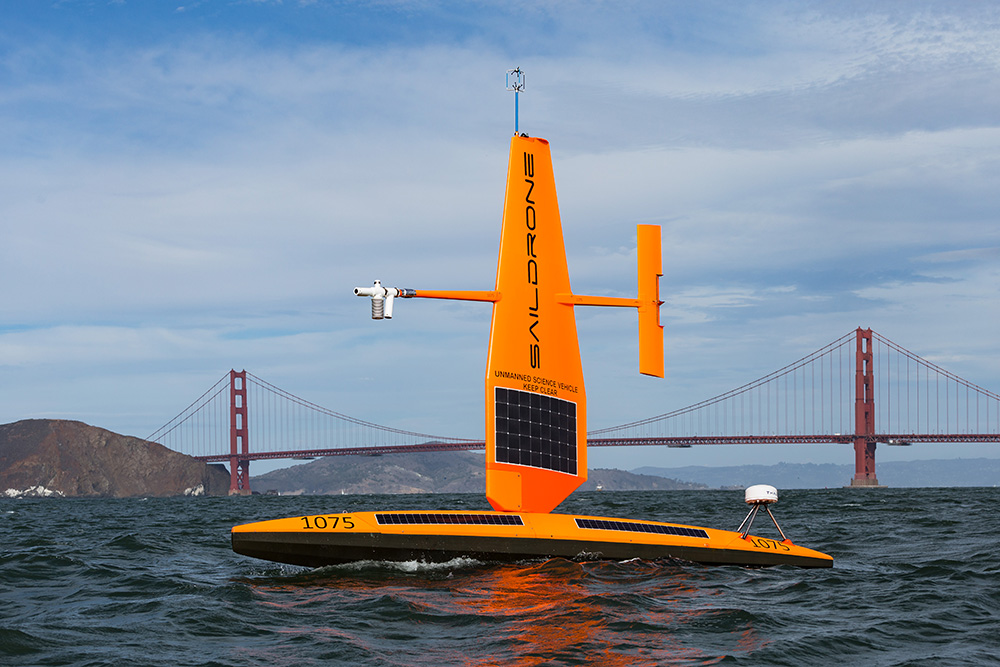
Un drone da ricerca oceanografica della britannica Saildrone in navigazione nel 2021

I progressi tecnologici nel campo dei comandi a distanza portarono, a partire dagli anni 2010, a un notevole sviluppo nei campo dei droni navali. Questo portò alle prime applicazioni del concetto anche al di fuori dell'ambito militare, e allo sviluppo di prototipi per l'impiego in attività civili i quali fecero registrare una serie di primati. La ditta britannica Saildrone sviluppò una serie di piccoli droni marini per la raccolta di dati scientifici e climatici in ambiente marino, con scafo lungo sette metri, dotati di un sistema propulsivo alimentato da vento ed energia solare, e capaci di navigare lungo una rotta preimpostata comunicando via satellite con un centro di controllo a terra; uno di questi droni compì una circumnavigazione completa dell'Oceano Antartico salpando da Bluff in Nuova Zelanda nel gennaio 2019 e giungendo nella medesima località nell'agosto seguente, mentre sempre nell'agosto 2019 un secondo mezzo portò a termine la prima traversata a guida autonoma dell'Oceano Atlantico navigando in 75 giorni da Bermuda all'Isola di Wight. Nell'agosto 2020 la Maxlimer, un'imbarcazione con scafo da 12 metri interamente comandata a distanza via segnale satellitare, sviluppata dalla ditta britannica SEA-KIT International, portò a termine una crociera di 22 giorni nelle acque dell'oceano Atlantico a partire dalle coste sud-occidentali della Gran Bretagna, mappando con gli apparati di bordo un'area di fondale marino ampia più di 1000 km².
Nel novembre 2021 la compagnia norvegese Yara International varò la MV Yara Birkeland, una portacontainer da 3200 tonnellate di portata lorda e scafo lungo 80 metri, dotata di motori elettrici e di un sistema di guida completamente autonomo, impiegata per il trasporto di fertilizzanti lungo la rotta tra Porsgrunn e Brevik nel sud della Norvegia. Un programma di ricerca avviato nel 2015 portò invece allo sviluppo dei Roboat, una flotta di piccoli mezzi a guida autonoma tramite segnale GPS impiegati per il trasporto passeggeri nella rete di canali di Amsterdam, entrati poi in servizio nell'ottobre 2021. Al 17 gennaio 2022 risale invece il primo viaggio sperimentale del Soleil, un traghetto passeggeri da 222 metri della compagnia di navigazione giapponese Shin Nihonkai Ferry, dotato di un sistema di guida completamente autonomo sviluppato dalla Mitsubishi Shipbuilding: il battello compì un viaggio in completa autonomia navigando per sette ore nelle acque del Mare interno di Seto, per poi attraccare una volta giunto a destinazione.
L'impiego delle imbarcazioni a pilotaggio remoto in ambito bellico conobbe un netto incremento nel corso di alcuni conflitti dell'inizio degli anni 2020. Nell'ambito delle operazioni navali dell'invasione russa dell'Ucraina del 2022, la Marina militare ucraina, numericamente e qualitativamente soverchiata dalle forze navali russe, sviluppò e mise in servizio un vasto quantitativo di piccoli motoscafi a controllo remoto, dotati di testata esplosiva e impiegati in attacchi kamikaze contro le navi russe ferme all'ancora o in navigazione nelle acque del Mar Nero: dopo attacchi ai danni delle basi russe di Sebastopoli e Novorossijsk dagli esiti non del tutto chiari e altri assalti sventati dalle navi russe, il primo successo confermato dei droni ucraini avvenne il 4 agosto 2023 con il danneggiamento della nave d'assalto anfibio Olenegorskij gornâk della classe Ropucha, sorpresa alla fonda a Novorossijsk, mentre il 1º febbraio 2024 droni del modello avanzato MAGURA V5 ucraini affondarono la corvetta lanciamissili Ivanovets della classe Tarantul nella baia di Donuzlav lungo la costa occidentale della Crimea. L'uso di droni navali kamikaze venne inoltre segnalato a opera del movimento degli Huthi dello Yemen nell'ambito di una serie di attacchi lanciati contro il traffico navale commerciale e militare nelle acque del Mar Rosso, attacchi iniziati nell'ottobre 2023 come risposta all'invasione israeliana della striscia di Gaza.

## Ambiti di impiego

### Militari

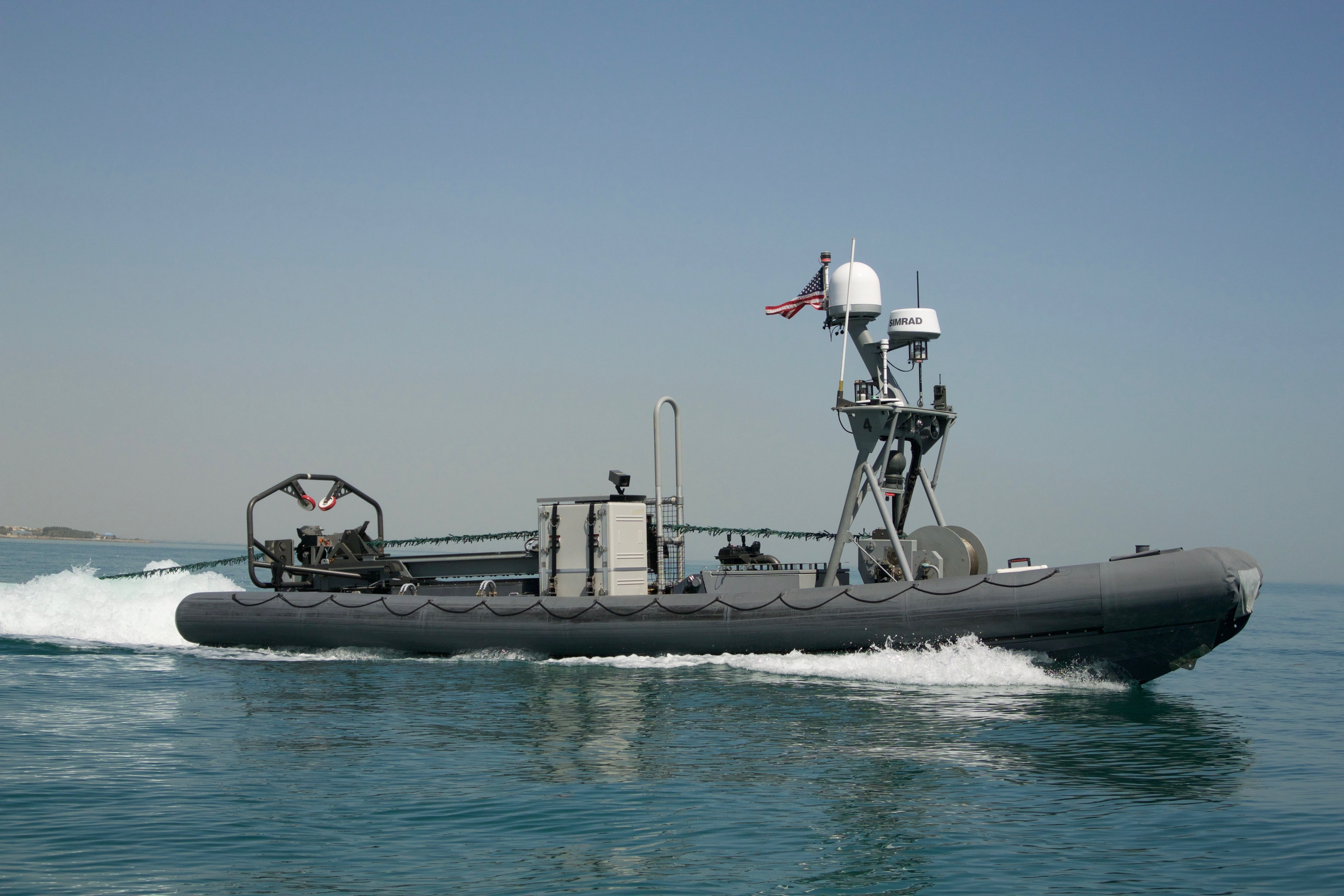
Un drone cacciamine della United States Navy fotografato nel 2016

L'impiego di piattaforme navali a pilotaggio remoto in ambito militare è considerato positivamente sotto una molteplicità di profili. A parte l'ovvio vantaggio di tenere il personale militare lontano dalle situazioni di pericolo, con conseguente adozione di profili di missione molto più audaci e rischiosi di quando sarebbe consigliato fare con navi dotate di equipaggio a bordo, i sistemi a controllo remoto hanno generalmente costi economici di costruzione e mantenimento inferiori a quelli di analoghe unità con equipaggio umano. I droni possono essere schierati e permanere in zona di operazioni per tempi molto più lunghi di quanto potrebbe fare una nave convenzionale, e gli avanzamenti in fatto di sensori e strumenti di raccolta informazioni conferiscono loro la capacità di mantenere una costante consapevolezza dell'ambiente in cui operano; questo consente ai comandanti di impiegarli in lunghe missioni di sorveglianza, liberando le piattaforme con equipaggio umano per altri più importanti compiti e mantenendo un flusso di informazioni molto più costante di quanto potrebbero fare occasionali pattugliamenti e missioni di osservazione di navi convenzionali.
All'ormai decennale ruolo di unità bersaglio per le esercitazioni di tiro delle navi militari, per le imbarcazioni a pilotaggio remoto si sono aggiunti impieghi ulteriori e diversificati in ambito militare. Questi includono l'impiego dei droni come unità di contromisure delle mine navali, sotto il profilo tanto della scoperta dei tratti di mare minati e della classificazione degli ordigni impiegati, quanto della loro neutralizzazione agendo al posto di unità dragamine e cacciamine con equipaggio umano. Con i loro sensori di bordo i droni navali possono essere impiegati in missioni di lotta antisommergibile, agendo come estensione dei sensori delle unità antisommergibili operate da equipaggi umani o venendo schierati come "barriere" di sorveglianza in determinate zone o come "scudi" a protezione di gruppi navali; i droni possono inoltre portare attacchi diretti ai sottomarini nemici tramite il lancio di siluri leggeri. I droni possono essere impiegati in una varietà di missioni di sicurezza marittima, come la sorveglianza di porti, zone costiere e acque interne, la raccolta di informazioni, l'ispezione di zone contaminate da agenti chimici, biologici o radioattivi o sospettate di ospitare ordigni esplosivi, e le azioni di deterrenza e contrasto degli attacchi contro basi e navi alleate tramite l'impiego di armi installate a bordo: queste ultime possono spaziare da armi non letali (ad esempio, cannoni ad acqua) a sistemi balistici come una mitragliatrice o una mitragliera di medio calibro. Nelle missioni di attacco, oltre all'ormai tradizionale impiego come barchini kamikaze carichi di esplosivo, i droni navali sono stati testati anche come piattaforme di lancio per missili (antinave o riadattati allo scopo), per quanto i risultati non sono stati considerati positivamente.
I droni marittimi sono poi stati considerati come supporto alle operazioni delle forze speciali, in particolare quale strumento di raccolta informazioni in forma occulta e discreta, nonché come piattaforma per operazioni di guerra elettronica.

### Civili
L'impiego delle imbarcazioni a pilotaggio remoto è stato considerato come molto positivo nel settore dell'idrografia, dell'oceanografia, della meteorologia e della raccolta di informazioni scientifiche e climatiche in ambiente acquatico, in particolare per via della possibilità di raggiungere località remote, della maggiore flessibilità di impiego e manovrabilità rispetto alle boe meteorologiche, e dei costi economici molto più contenuti rispetto all'uso di una nave meteorologica o di una nave da ricerca con equipaggio umano.
L'impiego di imbarcazioni a pilotaggio remoto nel settore del trasporto merci e del trasporto passeggeri per mare risulta ancora a uno stadio di esperimenti e prototipi, per quanto si ritenga che questo settore crescerà nel futuro.